# Triptasa
La triptasa (EC 3.4.21.59) es la proteinasa de serina derivada del gránulo secretor más abundante que contienen los mastocitos y se ha utilizado como marcador de la activación de los mismos. Las células de Clara contienen triptasa, que se cree que es la responsable de escindir la proteína de superficie de la hemaglutinina del virus de la gripe A, activándola así y provocando los síntomas de la gripe

## Nomenclatura
La triptasa también se conoce como triptasa de mastocitos, proteasa de mastocitos II, triptasa cutánea, triptasa pulmonar, triptasa hipofisaria, proteinasa neutra de mastocitos, proteinasa de serina de mastocitos II, proteinasa de mastocitos II, proteinasa de serina de mastocitos, proteasa de mastocitos de rata II y triptasa M.

## Uso clínico
Los niveles séricos son normalmente inferiores a 11,5 ng/mL. Los niveles elevados de triptasa sérica se dan tanto en las reacciones anafilácticas como en las anafilactoides, pero una prueba negativa no excluye la anafilaxia. Es menos probable que la triptasa esté elevada en las reacciones alérgicas a los alimentos que en otras causas de anafilaxia. Los niveles de triptasa sérica también están elevados y se utilizan como una indicación que sugiere la presencia de leucemias eosinofílicas debido a mutaciones genéticas que dan lugar a la formación de genes de fusión FIP1L1-PDGFRA o la presencia de mastocitosis sistémica.

## Fisiología
La triptasa está implicada en la respuesta alergénica y se sospecha que actúa como mitógeno para las líneas de fibroblastos. La triptasa puede utilizar el modelo de regulación alostérica de la morfina. La triptasa-6 de los mastocitos está implicada en la infección por Trichinella spiralis en ratones mediante la vinculación de la inmunidad adaptativa e innata.

## Genes
Los genes humanos que codifican proteínas con actividad triptasa incluyen:
| Gen humano | Enzima           |
| ---------- | ---------------- |
| TPSAB1     | Triptasa alfa-1  |
| TPSAB1     | Triptasa beta-1  |
| TPSB2      | Triptasa beta-2  |
| TPSD1      | Triptasa delta   |
| TPSG1      | Triptasa gamma   |
| PRSS22     | Triptasa épsilon |

Los genes de ratón que codifican proteínas con actividad triptasa incluyen:
| Gen de ratón | Enzima         |
| ------------ | -------------- |
|              | Triptasa MCP-6 |
|              | Triptasa MCP-7 |